# 1,2-butyleencarbonaat
1,2-butyleencarbonaat is een organische verbinding met als brutoformule C5H8O3. De stof komt voor als een kleurloze heldere vloeistof, die goed oplosbaar is in water. Het kan beschouwd worden als een derivaat van dioxolaan.

## Toepassingen
1,2-butyleencarbonaat wordt gebruikt als polair aprotisch oplosmiddel met een hoog kookpunt. Dit is interessant voor bepaalde toepassingen in de organische synthese, waaronder bij de SN2-reactie.